# Willsboro Point
Willsboro Point est une péninsule s'allongeant sur le lac Champlain située dans la municipalité de Willsboro du comté d'Essex, dans l'État de New York, aux États-Unis. Elle abrite la localité du même nom formant une census-designated place qui comptait une population de 382 habitants en 2020.  